# Reapers
Reapers is een nummer van de Britse rockband Muse uit 2016. Het is de vijfde en laatste single van hun zevende studioalbum Drones.
Volgens critici is "Reapers" het meest linkse nummer van Muse ooit gemaakt. In de videoclip is een blonde vrouw te zien die een drone bestuurt, die iemand probeert te doden. "Reapers" is een hardrocknummer dat af en toe de kant van de metal opgaat. Het nummer haalde de hitlijsten in het Verenigd Koninkrijk, Vlaanderen, Frankrijk en Zwitderland, maar werd nergens een hit. In de Vlaamse Tipparade haalde het nummer de 45e positie.